# Demonax insuetus
Demonax insuetus är en skalbaggsart som beskrevs av Holzschuh 1991. Demonax insuetus ingår i släktet Demonax och familjen långhorningar. Inga underarter finns listade i Catalogue of Life.